# История Карелии
История Карелии — история региона Карелия.

## Доисторический период
Территория Карелии начала заселяться после схода ледниковых покровов в послеледниковое время — в 7—6 тысячелетии до н. э. Основными занятиями древнейших жителей являлись охота и рыболовство. Мезолитические памятники района островов Кижи и Южного Оленьего острова являются частью обонежской культуры и датируются 6 — серединой 5 тыс. до н. э. К культуре сперрингс в южном Заонежье относится 11 поселений, которые датируются 5 — серединой 4 тыс. до н. э. Памятники культуры ямочно-гребенчатой керамики датируются 4 тыс. до н. э.
Беломорские петроглифы на островах реки Выг датируются 4—3 тысячелетием до н. э. Выполненный охрой наскальный рисунок недалеко от деревни Тулгуба (Тулгубская писаница) относится к эпохе неолита (возраст превышает 5 тысяч лет).
В 1 тыс. до н. э. было освоено производство железа, появились зачатки земледелия и животноводства.
Верхняя хронологическая граница культуры лууконсаари или кудомского типа раннего железного века в Карелии датируется IV—VI веками.
Существует гипотеза, что самое раннее упоминание карел встречается в датированной VI веком книге Иордана «О происхождении и деяниях гетов», где в списке покорённых королём остготов Германарихом народов присутствует «Thiudos in Aunxis» (по версии Ф. Брауна «чудь олонецкая»).

## Карелия в эпоху викингов
- VII век — во «Фрагменте о древних конунгах», основанном на утраченной «Саге о Скьёлдунгах», сообщается, что конунг данов Ивар Широкие Объятья приходит с войском «на восток в Кирьялаботнар» (то есть «Карельские заливы»), где «начиналось государство конунга Радбарда» и там погибает[5].Конунг Ивар был тогда очень стар; и когда он привел то войско на восток в Кирьялаботнар и думает сойти с корабля с дружиной; — там начиналось государство конунга Радбарда; была ночь, и конунг спал на возвышении на своем боевом корабле (драконе)
- X век — в «Саге о Хальвдане, сыне Эйстейна» несколько раз упоминается Кирьялаботнар, где правил некий Грим, затем Свид и Валь[6][7].

зовут того [человека] Грим, и правит [он] на востоке в Кирьялаботнаре и захватил там государство, и не знают люди, откуда он родом.
С наступлением весны снарядили они свои корабли. У них было огромное войско; с ними были два конунга финнов; звали одного Фид, а другого Флоки; они были колдунами. Плывут они до тех пор, пока не приходят на восток в Кирьялаботны, и встретили Грима. Не понадобилось никаких объяснений, предложили они Гриму выбрать, либо вступить с ними тотчас в бой, либо сдаться на их милость и отдать конунгу все государство и свою приемную дочь. Грим сказал, что им придется тяжело. […] Ночью они спали, а утром вышел Грим из замка со всем своим войском, и завязалась там жесточайшая битва, и продолжалась эта схватка до вечера. Грим тогда потерял много людей. Ушел он затем назад в замок, а утром следующего дня возобновили они битву, и не было в замке ни одного человека, способного носить оружие.
Хривлинг отвечает: «Поскольку я доверяю тебе как благородному человеку, то я могу тебе открыть, кто он. Грим зовут человека, который правит на востоке в Кирьялаботнар.
Свида Смелого-в-Нападении послали они на восток в Кирьялаботнар, и должен был он стать там хёвдингом и держать то владение ярла Скули.
Вслед за тем пришли с востока из Бьярмаланда люди Сигмунда и сказали, что викинги грабили в Бьямаланде и Ногарде; они убили Свида Смелого-в-Нападении и подчинили себе Кирьялаботнар и большую часть Руссаланда.
Валь убил Свида и подчинил себе Кирьялаботнар.
- В хронике История Норвегии упоминаются карелы под именем кирьялов:

На северо-восток простираются за Норвегию многочисленные племена, преданные (о ужас!) язычеству, кирьялы и квены, рогатые финны, и те и другие бьярмоны.
- В саге об Одде-Стреле упоминается Кирьялаланд:

Там было также огромное войско из Кирьялаланда и Равесталанда, Реваланда, Вирланда, Эйстланда, Ливланда, Витланда, Курланда, Ланланда, Эрмланда и Пулиналанда. Это было такое огромное войско, что невозможно сосчитать, сколько сотен в него входило; люди были сильно удивлены, для чего могло предназначаться такое несметное количество людей, которое там было собрано.
- 1015 год — в «саге об Олаве Святом» упоминается о посещении норвежским королём Карелии (страна карел под названием Кирьялаланд) и карельского валита[8].А ярл говорит, что хочет воевать летом на Восточном пути. Затем он так [и] поступает. И осенью он был на востоке в Кирьялаланде, отправился оттуда вверх в Гардарики, опустошая страну. Заболел там и умер там осенью.
- Конец XII века — создаётся «Сага о Скьёлдунгах».
- В саге «Красивая кожа» тоже упоминается Кирьялаланд:

Ярл Свейн отправился на юг в Данмарк, а оттуда на восток в Свитьод к конунгу свеев и рассказал ему эти новости. Конунг Олав хорошо принял ярла и просил его остаться у него в Свитьод, но он хотел воевать летом в Восточном государстве, и так он и сделал. И когда наступила осень, он [уже] был на востоке в Кирьялаланде, отправился оттуда вверх в Гардарики, опустошая страну, заболел там и умер.
- В саге «Круг Земной» тоже упоминается Кирьялаланд:

тогда сказал Торгнюр: «Иной нрав теперь у конунгов свеев, нежели был раньше. Торгнюр, мой дед по отцу, помнил Эйрика, конунга Уппсалы, сына Эмунда, и так говорил о нем, что, пока он мог, он каждое лето предпринимал поход из своей страны и ходил в различные страны, и покорил Финнланд и Кирьялаланд, Эйстланд и Курланд и многие другие восточные земли.
Существует поддержанная некоторыми местными краеведами гипотеза кандидата географических наук В. И. Паранина, что в эпоху викингов Карельский перешеек на севере и юге прорезало две протоки из Ладожского озера в Балтийское море и он соответствовал острову Рус арабских источников.
Этнический состав населения известен с конца I тыс. н. э. К этому времени на территории края проживали племена финно-угорской группы: на Карельском перешейке и в Северном Приладожье — корелы, между Ладожским и Онежским озёрами — вепсы, и далее на север — саами (лопь).

## Карельская земля
Корельская земля (Карельская земля) — этно-территориальное и хозяйственно-культурное образование, которое сформировалось вдоль Вуоксы и существовавшее с XI века. Оказавшись между двух огней (Новгородом и Швецией), карелы пытались играть на противоречиях враждующих сторон для достижения максимально выгодного положения (например, подчинение иностранных купцов в Карелии местной юрисдикции, а не новгородской). Эпизодически карелы даже предпринимали попытки добиться политической независимости.
В начале II тыс. н. э. часть карелов продвинулась к берегам Ботнического залива и Белого моря. Одновременно в северное и восточное Обонежье и на побережье Белого моря проникло славянское население, содействовавшее развитию земледелия, солеварения и морских промыслов.

Первый новгородский письменный источник, упоминающий о кореле — новгородская берестяная грамота № 590 (датируется 1075‒1100 годами), в которой говорится о нападении литовцев на Карелию.
Литва встала на Коре-лоу
1187 год — карелы совместно с новгородскими ушкуйниками напали на древнюю столицу Швеции — город Сигтуну (примерно в 30 км на север от современного Стокгольма). Они основательно разорили и разграбили город, который после этого нападения навсегда утратил свои столичные функции.
Под 1227 годом Лаврентьевская летопись повествует о крещении племени корела: «Ярослав Всеволодович послав, крести множество корел, мало не все люди».
В середине XIII века Обонежская, Водская и Ижорская земля прочно входили в состав Новгородского государства.
В 1277—1278 годах, почти сразу же после вокняжения, новгородский князь Дмитрий Александрович, которому поначалу пришлось приложить немало усилий для укрепления своего положения в Новгороде, пошёл с войском в Корельскую землю и «казни корелу и взя землю их на щит». Причин карательной экспедиции могло быть несколько: самостоятельность корельской племенной знати и в сборе дани, торговых делах, контактах с западными соседями и участие в антикняжеской борьбе в Новгороде в рядах противников Дмитрия.
Впервые термин «Корельская земля» встречается в русских летописях под 1278 годом. Военный поход Дмитрия Александровича повлек за собой некоторые административные меры. Племенная территория корелы, состоявшая из 10 погостов, стала называться Корельской землей. Управление осуществлялось русской администрацией (возможно, при некотором участии корелы). Во главе Корельской земли были поставлены служилый князь и воевода. Первым князем стал Борис Константинович из тверской княжеской семьи.
«Корельская земля» снова фигурирует в летописании под 1293 годом. Борис Константинович оказался недальновидным политиком и правителем. В результате притеснений князя часть корелы восстала и приняла сторону шведов. Приговор новгородцев звучал сурово: пусть выезжает из новгородской волости и больше его новгородским хлебом не кормить.
В начале XIV века городок Корела стал центром Корельской земли.
С XIV века Карельская земля — автономия в составе Обонежской и Водской пятин Новгородской республики.
Антифеодальные выступления в Корельской земле осложнялись шведской агрессией. Следующее восстание произошло в 1314—1315 годах. В Кореле были перебиты русские горожане, а затем впущены в город шведы. Но как только новгородцы под руководством наместника Фёдора подступили к городу, карелы перешли на сторону новгородцев. Шведы и карелы-«переветники» (изменники) были казнены.
Восстание в Кореле — не случайное явление. Ему предшествовали крестьянские движения в Финляндии. Прокатившаяся волна восстаний заставила официальные круги Швеции и Новгорода поторопиться с мирными переговорами в 1323 году. В том же году у истока Невы из Ладожского озера новгородцами была построена крепость Орехов. В том же году в новопостроенной крепости был заключен мирный договор, по которому новгородцы уступили шведам три прихода в западной Карелии. Договор в сущности зафиксировал захват, произведённый постройкой Выборга.
С 1333 по 1335 годы Ладога, Орешек, вся карельская земля и половина Копорья находились в кормлении у литовского князя Наримонта, но наместники русского князя были в этих городах и землях. Новгородцы давали земли литовским князьям по причине конфликта с московским князем.
В 1337—1338 годах произошло новое восстание. О нём существуют две версии. По новгородской летописи, восставшие с помощью шведов перебили много новгородских и ладожских купцов и других живущих в Кореле христиан, затем бежали в Выборг, где от их рук тоже пострадали христиане. Софийская летопись излагает события несколько иначе. Подступили шведы к Кореле и воевода Валит Корелянин сдал город шведам. Новгородцы лишь в начале июля подошли к крепости и Валит перешёл на сторону сильных, в данном случае — новгородцев. Шведы были наказаны, а карелы лишены автономии в 1338 году.
С 1338 года потомки Наримонта и его литовские родственники неоднократно получали города и земли в кормление.
Зимой 1338/39 новгородцы отправляли послов к шведам в Выборг для переговоров о мире, не увенчавшихся, однако, успехом. В 1339 году послы нашли шведского короля в Мурманской земле, «в городе Людовли» (вероятно Лёдёсе) и заключили мир по старым грамотам.
С середины XV века кормление литовцев в приграничных землях прекратилось, в городах утвердилась русская власть.

## Корельская половина, Корельский уезд
В конце 1530-х — начале 1550-х годов правительство провело реформу местного управления, названную «губной». Губы — полицейско-следственные округа. В Новгородской земле реформа проводилась на основе военно — пятинного устройства. Орешковский, Ладожский и Корельский уезды образовали единый губной округ — Корельскую половину Водской пятины Новгородской земли. Заонежские погосты вошли в Заонежскую половину Обонежской пятины.

## Карельское герцогство
Карельское герцогство — герцогство, разделённое на лены и графства, в составе Шведского королевства.

## Российская империя
После создания Ингерманладской губернии в 1708 году территория Карелии вошла в её состав. С 1710 года — в составе Санкт-Петербургской губернии.
В 1721 году по Ништадскому миру, завершившему Северную войну, вся Карелия была присоединена к России. При выделении в 1727 году отдельной Новгородской губернии, Олонецкий уезд стал частью её Новгородской провинции.
В 1743 году после русско-шведской войны 1741—1743 годов по Абоскому миру российско-шведская граница отодвинулась западнее — к России был присоединён Кюменигордский лен с крепостью Нейшлот. Именным указом от 24 августа (4 сентября) 1776 года образовано Новгородское наместничество, в составе которого была создана Олонецкая область, в которую вошли пять уездов: Олонецкий, Петрозаводский (бывшее Петрозаводское ведомство), Вытегорский, Паданский уезд (бывшее Лопское Паданское комиссарство) и Каргопольский уезд. В 1780 году из Турчасовского стана Каргопольского уезда был создан Онежский уезд, вошедший в Вологодское наместничество.
11 (22) декабря 1781 года Олонецкая область была перечислена из Новгородского наместничества в Петербургскую губернию. 12(23) мая 1782 года административным центром области утверждён город Петрозаводск (вместо Олонца). Центр Паданского уезда перенесён из Паданы в Повенец, а Паданский уезд был переименован в Повенецкий.
Именным указом от 22 мая (2 июня) 1784 года Олонецкая область выделена из состава Санкт-Петербургской губернии и преобразована в самостоятельное Олонецкое наместничество.
Именным указом от 16(27) мая 1785 года в составе наместничества дополнительно образованы Лодейнопольский, Кемский и Пудожский уезды. Одновременно в состав Олонецкого наместничества передана часть территории Онежского уезда Архангельского наместничества, в результате чего Олонецкое наместничество получило выход к Белому морю.
Именным указом от 12 декабря 1796 года Олонецкое наместничество было упразднено.

### XIX век
Именным указом от 9(21) сентября 1801 года была образована Олонецкая губерния. Сенатским указом от 10(22) октября 1802 года определён административный центр губернии — город Петрозаводск.
В 1809 году после Русско-шведской «Финской» войны в состав Российской империи вошла вся Финляндия, получив статус Великого княжества Финляндского. В 1812 году в качестве жеста доброй воли Александр I присоединил к княжеству «Старую Финляндию».
По данным 1875 года, карелы проживали в южной части Финляндии и северо-западных губерниях России: в Олонецкой губернии — повсеместно, сплошными массами в уездах: Повенецком, Петрозаводском, Олонецком, Лодейнопольском и Вытегорском, в Тверской губернии — повсеместно, в Новгородской губернии — повсеместно, в Архангельской губернии в Кемском уезде, в Санкт-Петербургской губернии — в уездах Санкт-Петербургском и Шлиссельбургском. Кроме того, поселения карел были в Калужской губернии (Медынский уезд), Ярославской губернии (Мологский уезд), Владимирской губернии (Суздальский уезд), Тамбовской губернии (Моршанский уезд), Вологодской губернии (Вологодский уезд) и Смоленской губернии (Гжатский уезд).

### XX век
К началу XX века территория нынешней Республики Карелия относилась к части Олонецкой губернии (Петрозаводск, Повенец, Пудож), части Архангельской губернии (Кемь), части Выборгской губернии (Сердоболь — нынешняя Сортавала, Кроноборг — нынешние Куркиёки), части Куопиосской губернии (часть современного Суоярвского района) и части Улеаборгской губернии (Паанаярви).
По переписи 1902 года, 67 % всей земли Карелии принадлежало казне, монастырям, церквам и помещикам, большая часть остальных 33 % земли принадлежала кулакам; грамотных карел было всего 14,5 %, а среди женщин ещё меньше.
В 1914 году Россия вступила в Первую мировую войну. Поскольку Чёрное и Балтийское моря оказались заблокированы неприятелем, в России было решено построить железную дорогу от Петрозаводска на Мурман и одновременно порт на незамерзающем Кольском заливе, чтобы иметь возможность бесперебойно доставлять на фронт военные грузы от союзников по Антанте.

## Революционные годы (1917—1920)

### Февральская революция (1917)
27 февраля (12 марта) в Петрограде началось вооружённое восстание.
Лишь в начале марта власти Олонецкой губернии решились сказать населению о революционных событиях в стране. В уездном городе Кемь Архангельской губернии образовался комитет общественной безопасности (КОБ) из представителей старой администрации и трудящихся, в городе Лодейное Поле Олонецкой губернии — исполнительный комитет по охране общественного порядка из деятелей земства и представителей местной буржуазии, были созданы КОБы в Пудоже, Повенце, Холмогорах. Председатели уездных земских управ стали уездными комиссарами правительства.
2 (15) марта царь Николай II, находясь в Пскове, отрёкся от престола за себя и своего сына Алексея.
3 марта в Петрозаводске был собран временный КОБ из представителей городской думы, духовенства, интеллигенции, солдат и рабочих города. Президиум КОБа возглавил социал-демократ-интернационалист железнодорожный инженер Л. В. Никольский. Вечером во время концерта в здании Общественного собрания Петрозаводска группа балтийских матросов объявила манифест об отречении царя. Наутро матросы и солдаты приступили к разоружению полиции и жандармерии, арестовали начальника жандармов подполковника А. К. Вадецкого. Рабочие Александровского завода, солдаты железнодорожного батальона и учащиеся устроили митинг и манифестацию. В уезды губернии было отправлено извещение о падении самодержавия и образовании Временного правительства. Олонецким губернским комиссаром временного правительства вместо отстранённого губернатора был назначен председатель губернской земской управы Кучевский И. Ф..
5 марта епископ Петрозаводский и Олонецкий Иоанникий отслужил благодарственный молебен по случаю свержения царя, а через несколько дней — панихиду в память жертв, павших в Петрограде в дни февральской революции.
КОБ остался единственной властью в городе, в его составе действовало несколько комиссий. Они добились от заводской администрации повышения зарплаты, введения 8-часового рабочего дня, приступили к учёту продуктов и предметов первой необходимости (была установлена норма отпуска продуктов из торг. заведений города). Из добровольцев, рабочих и гимназистов, создавалась милиция.

### Октябрьская революция (1917)
Состоявшееся 26 октября (8 ноября) 1917 года в Петрозаводске объединённое заседание Олонецкого губернского Совета, Главного дорожного комитета Мурманской железной дороги и представителей солдатских комитетов петрозаводского гарнизона приняло резолюцию в которой выразило поддержку низвержению Временного правительства в Петрограде и создающемуся новому правительству. Одновременно резолюция выразила требование проведения Учредительного собрания. На следующий день состоялось второе объединённое заседание, на котором было принято «Положение об организации правительственной власти в Олонецкой губернии», согласно которому высшая правительственная власть в губернии передавалась Олонецкому губернскому Совету. Председателем совета был избран В. М. Куджиев, заместителями председателя — Н. В. Комаров и М. А. Каплан.
В ноябре 1917 года в Олонецкой губернии прошли выборы во Всероссийское учредительное собрание на которых победили меньшевик М. Д. Шишкин и эсер А. Ф. Матвеев.
Представители солдатских комитетов петрозаводского гарнизона и рабочие Александровского завода в декабре 1917 года потребовали отставки всех руководителей Олонецкого губсовета. 5 января 1918 года губсовет возглавил большевик В. М. Парфёнов. Олонецкий губсовет приступил к активной и последовательной реализации декретов ВЦИК и Совнаркома в Олонецкой губернии.

### Гражданская война (1918—1920)
В 1919 году белогвардейским войскам Северной армии противостояла 6-я армия (РККА), на Онежском и Ладожском озёрах действовала со стороны большевиков — Онежская военная флотилия.
В 1919—1920 годах на территории пяти волостей Архангельской губернии (ныне — территории Республики Карелия) была провозглашена Ухтинская республика. Столицей Северокарельского государства являлось село Ухта (ныне пгт. Калевала).

## Карельская трудовая коммуна (1920—1923)
8 июня 1920 года была создана Карельская трудовая коммуна — национальная автономия в составе РСФСР. Она была создана вдоль границы с Финляндией на территории части Олонецкой и Архангельской губерний. При этом Петрозаводск стал «двойной» столицей — главным губернским городом и центром карельской автономии. Правительство трудовой коммуны возглавил бывший член Совета народных уполномоченных Финляндии Эдвард Гюллинг.
Осенью 1921 года началось Карельское восстание. Настроенные против большевиков и Советской власти карелы получили поддержку со стороны Финляндии. К концу декабря 1921 года повстанческие силы, поддерживаемые финскими добровольцами, контролировали значительную часть Северо-Восточной Карелии, и лишь тогда советское руководство приняло решение об образовании Карельского фронта во главе с А. И. Седякиным, куда были переброшен ряд подразделений РККА численностью до 20 тыс. человек. К середине февраля 1922 года, когда красными был занят последний оплот восставших — село Ухта — сопротивление карело-финнов было окончательно сломлено. Около 30 тыс. карельских беженцев ушли в Финляндию.

## Автономная Карельская ССР (1923—1936)
25 июля 1923 года ВЦИК и Совет народных комиссаров РСФСР принял декрет о преобразовании Карельской Трудовой Коммуны (КТК) в Автономную Карельскую Советскую Социалистическую Республику (АКССР). Аппарат управления формировался из карелов и финнов. Прибывшие после поражения рабочей революции в Финляндии финны заняли руководящие должности в правительстве, экономике и культуре.
В Карелию начали зазывать на постоянное жительство финнов-эмигрантов со всего мира, в том числе из США и Канады, — они приезжали в КТК строить Советскую Финляндию как альтернативу соседней буржуазной Финляндии.
В 1925 году на пустующих землях по соседству с Олонцом группой рабочих финнов-эмигрантов из Канады было основано одно из первых в Карелии сельскохозяйственных производственных объединений коммуна «Сяде» («Луч»).
В 1928 году был принят первый пятилетний план развития народного хозяйства. Он требовал значительного увеличения числа рабочих. Решение данной проблемы виделось руководством в активной вербовке рабочих извне пределов малонаселенной Карелии, что обусловило их пёстрый национальный состав. Так, на строительстве в Кондопоге трудились уроженцы СССР, Прибалтики, Италии и Китая. Большую диаспору составили и финны-иммигранты из Северной Америки и Канады, активная вербовка которых развернулась с 1931 года.

### Раскулачивание (1930—1931)
В ходе насильственной коллективизации сельского хозяйства, проведённой в СССР в 1928—1932 годах, одним из направлений государственной политики стало подавление антисоветских выступлений крестьян и связанная с этим «ликвидация кулачества как класса» — «раскулачивание», предполагавшее насильственное и бессудное лишение зажиточных крестьян, использующих наёмный труд, всех средств производства, земли и гражданских прав, и выселение в отдалённые районы страны. Таким образом, государство уничтожало основную социальную группу сельского населения, способную организовать и материально поддержать сопротивление проводившимся мероприятиям.
30 января 1930 года Политбюро ЦК ВКП(б) приняло Постановление «О мероприятиях по ликвидации кулацких хозяйств в районах сплошной коллективизации».
На 1 апреля 1931 года в Карелии насчитывалось 592 «кулацких» хозяйства. Из 19 районов республики только в четырёх (Олонецком, Заонежском, Пряжинском, Пудожском) количество условных «кулацких» хозяйств составило от 55 до 136. Причём большинство из них были середняцкими и даже бедняцкими, а валовой доход хозяйства не превышал 1 тыс. рублей. В начале 1931 года в Карелии было раскулачено около 20 % так называемых «кулацких» хозяйств. Но уже и тогда на начальном этапе раскулачивания основные репрессии были обрушены на середняцкие или бедняцкие хозяйства. Весной и летом 1931 г. репрессивная волна раскулачивания прокатилась по всем районам Карелии. Она проводилась в жесткой форме и охватила все группы «кулачества»: от «антисоветских элементов», «земледельцев, торговцев, чиновников царского режима» до бедняков. Раскулаченных по первой категории выселяли за пределы Карелии.

## Карельская Автономная ССР (1936—1940)
В апреле 1938 года Кандалакша получила статус города, а в мае 1938 года из состава Карельской АССР был выделен Кандалакшский район и передан в состав Мурманской области.
В ноябре—декабре 1939 года была проведена эвакуация населения Финской Карелии из Карельского перешейка, Северного Приладожья, городов Выборг и Сортавала и других территорий в глубь Финляндии. Всего было эвакуировано 422 тыс. человек, что составило примерно 12 % населения Финляндии.
В конце ноября 1939 года началась Советско-финская «зимняя» война.
После войны согласно Постановлению Совета Народных Комиссаров СССР N 640—212 от 4 мая 1940 года «О выезде из СССР жителей территорий, отошедших к Советскому Союзу на основании мирного договора между СССР и Финляндской Республикой, заключенного 12 марта 1940 года» СССР разрешил лицам, состоявшим в финляндском гражданстве до войны, выехать в Финляндию до 1 июня 1940 года.

### Массовые репрессии (1937—1938)
В 1937—1938 годах по Советскому Союзу прошла волна массовых репрессий, в том числе в Карельской АССР.
«Репрессии в Карелии проходили по общим планам Центра, на основе решений ЦК ВКП(б) и приказов НКВД СССР». Как и всем республикам и областям СССР, Карельской АССР сверху был спущен свой специальный «лимит», который было необходимо выполнить. В 1937 году «лимит» в общей сложности предполагал репрессировать 3700 человек (2800 — I категория, расстрел; 900 — II категория, лишение свободы). Фактически было расстреляно 7221 человек, лишены свободы — 1207 человек.
В эти годы были арестованы и расстреляны: партийные и хозяйственные руководители Карелии — Эдвард Гюллинг, Густав Ровио, Пётр Ирклис, Павел Бушуев, Николай Архипов, сотрудники Карельского научно-исследовательского института. С. А. Макарьев, Э. А. Хаапалайнен, Н. Н. Виноградов, Н. В. Хрисанфов, Е. П. Ошевенская и многие другие.
В 1990-е годы в окрестностях Петрозаводска (в районах посёлков Бесовец и Сулажгорского кирпичного завода) при проведении земляных работ были обнаружены групповые захоронения. Останки более двухсот репрессированных были перезахоронены в братской могиле на Зарецком кладбище.
В июле 1997 года в урочище Сандармох под Медвежьегорском были обнаружены захоронения жертв политических репрессий. Здесь были тайно расстреляны и захоронены свыше 9500 человек.
В 1997 году в лесном массиве «Красный бор» под Петрозаводском были обнаружены захоронения жертв политических репрессий. Здесь были тайно расстреляны и захоронены 1196 человек.

## Карело-Финская ССР (1940—1956)
Карело-Финская Советская Социалистическая Республика — союзная республика в составе СССР.

## Карельская Автономная ССР (1956—1991)
Карельская Автономная Советская Социалистическая Республика — автономия в составе РСФСР/СССР существовавшая в периоды 1936—1940 гг. и 1956—1991 гг.

### 1960—1980 гг.
- 31 декабря 1965 года — Указ Президиума Верховного Совета СССР о награждении КАССР орденом Ленина.
- 5 июня 1970 года — Указ Президиума Верховного Совета СССР о награждении КАССР орденом Октябрьской революции.
- 29 декабря 1972 года — в ознаменование 50-летия образования СССР Карельская АССР награждена орденом Дружбы народов.
- 20 апреля 1978 года на территории Карельской АССР советским истребителем-перехватчиком Су-15 был обстрелян ракетой «воздух-воздух» авиалайнер Boeing 707-321B южнокорейской авиакомпании Korean Air Lines, значительно отклонившийся от курса и нарушивший воздушную государственную границу СССР. Из-за полученных в результате обстрела повреждений фюзеляжа самолёт совершил вынужденную посадку на лёд озера Корпиярви в Лоухском районе[39].

### 1980—1990 гг.
В апреле 1984 года первый секретарь Карельского обкома КПСС Иван Сенькин был избран председателем Президиума Верховного Совета Карельской АССР. Карельский обком КПСС возглавил Владимир Степанов. В январе 1986 года Президиум Верховного Совета КАССР возглавил Кузьма Филатов.
В марте 1985 года СССР возглавил Михаил Горбачёв, в СССР началась реализовываться политика перестройки, направленная на реформирование политической и экономической системы СССР. В этот период, впервые с 1947 года, в связи с резко выросшим товарным дефицитом, была введена карточная система распределения продовольственных и промышленных товаров для населения.
12 июня 1990 года первый Съезд народных депутатов РСФСР принял Декларацию о государственном суверенитете России. Начался «парад суверенитетов». На территории СССР разгорелся ряд межнациональных конфликтов. Союзные и автономные республики СССР (в том числе — КАССР) объявили о приоритете своих республиканских законов над союзными и заявили о прекращении отчисления налогов в союзный бюджет.
9 августа 1990 года Верховный Совет КАССР принял Декларацию о государственном суверенитете КАССР.
4 июля 1991 года Верховный Совет КАССР принял решение об участии в подписании Договора о Союзе Суверенных Государств.
18 августа 1991 года группой высших государственных руководителей СССР была предпринята безуспешная попытка сохранения советского государственного строя.
23 августа 1991 года Б. Н. Ельцин подписал Указ о приостановлении действия КПСС на территории Российской Федерации.
26 августа 1991 года Президиум Верховного Совета Карелии приостановил деятельность органов и организаций Коммунистической партии и объявил её имущество государственной собственностью Карельской АССР.
13 ноября 1991 года Верховный Совет КАССР принял решение о переименовании Карельской Автономной Советской Социалистической Республики в Республику Карелия.

## Республика Карелия
Республика Карелия (Карелия, Карьяла) (карел. Karjalan tazavaldu, также возможен вариант Karjalan respubliekku) — административно-территориальная единица с 13 ноября 1991 года (изначально — в составе РСФСР/СССР, 25 декабря 1991 года — в составе РФ/СССР, с 26 декабря 1991 года — в составе Российской Федерации).
- 31 марта 1992 года — делегация Карелии подписала Федеративный договор. В соответствии с Федеративным договором и Декларацией о государственном суверенитете РСФСР Карелия получила статус суверенного государства в составе Российской Федерации.
- 28 ноября 1992 года — Верховный Совет РК утвердил новую редакцию первой статьи Конституции Карелии: «Республика Карелия — суверенное государство в составе Российской Федерации, обладающее всей полнотой государственной (законодательной, исполнительной, судебной) власти на своей территории, кроме тех полномочий, которые переданы в ведение федеральных органов государственной власти Российской Федерации в соответствии с Федеративным договором»
- 16 февраля 1993 года — учреждён новый (трёхцветный) Государственный флаг Республики Карелия.
- 6 апреля 1993 года — утверждён Государственный гимн Республики Карелия.
- 28 сентября 1993 года — учреждён новый Государственный герб Республики Карелия.
- 24 декабря 1993 года — принята новая редакция Конституции Республики Карелия. Действующим представительным и единственным законодательным органом власти в Карелии стало Законодательное собрание Республики Карелия, состоящее из двух палат: Палаты Республики, где депутаты работали на постоянной основе, и Палаты Представителей. Вводился пост Председателя правительства РК.
- 20 января 1994 года была образована Вепсская национальная волость в пределах Шокшинского, Шелтозерского и Рыборецкого вепсских национальных сельских советов, выделенных из состава Прионежского района[41] (2 декабря 1996 года получила статус административной единицы[42]).
- 12 февраля 2001 года — принята новая редакция Конституции Республики Карелия. Вводится пост Главы Республики Карелия; Законодательное Собрание РК становится однопалатным.
- 20 декабря 2004 года была ликвидирована Вепсская национальная волость (её территория была возвращена в состав Прионежского района[43][44].
- В соответствии с последней редакцией Конституции Республики Карелия от 5 июня 2006 года Республика Карелия есть республика (государство) в составе Российской Федерации с республиканской формой правления.
- В 2011 году близ деревни Бесовец потерпел крушение пассажирский самолёт Ту-134. Погибли 47 человек[45].
- 18 июня 2016 года на Сямозере перевернулись 2 лодки и плот с детьми из летнего лагеря 14 детей погибли[46].